# 語根
語根（ごこん）とは、単語を形態論的に分析した単位（形態素）のうち最小のもので、基本的な意味を示すものをいう。

## 概要
類似の用語に語幹があるが、これは語から変化する語尾を除いたもののことをいい、語幹が複数の語根からなることもある。例えば、「横切る」の語幹は「よこぎ（またはyokogir-）」だが、この語幹は「よこ」と「き（またはkir-）」の2つの語根からできている。
インド・ヨーロッパ語では動詞の活用や名詞の変化に伴う語幹部分の母音交替（アプラウト、ウムラウト）がみられる。例えば英語でmouseの複数形はmiceで、この場合の語根はmouseである。日本語でも例えば「かざむき」は「かぜ」と「むき」からなり、接続による母音交替がある。
以上は音の配列からなる語根であるが、それだけではない。セム語（アラビア語、ヘブライ語など）では原則として子音3個のみからなる語根（語基）があり（ヘブライ語、アラビア語両言語ともにまれに4語根動詞がある）、これに貫通接辞や接頭辞・接尾辞を加えることで様々な語彙や動詞の活用形などが生じる。たとえばヘブライ語では、語根 "ג ד ל (g d l)" は「大きい」という概念を表し、これから "גדול(gadol)" （「大きい」男性形）、 "  גדולה(gdola)" （「大きい」女性形）、 "גדל(gadal)" （彼は育った）、 "הגדיל(higdil)" （彼は大げさに言う）、 "מגדלת(magdelet)" （大げさに言う人）、その他多数の単語が派生する。
さらには、子音の順序が逆転することで別の単語が派生する言語もある（ドラヴィダ語族）。
語根を明確にすることは語源研究で重要である。語根は現在または過去のある時点での共時的言語分析から明らかになるものもあるが、比較言語学などの通時的分析から初めて明らかにできる語根もある。